# Souleymane Guengueng
Souleymane Guengueng est un militant des droits de l'homme tchadien et un des 1684 témoins ayant survécu au « camp des martyrs », où la police politique du gouvernement d'Hissène Habré a, entre 1984 et 1990, torturé et laissé dépérir de faim, de soif et de maladie quarante mille supposés opposants. Il est depuis le 18 décembre 1991 le vice président fondateur de l'AVCRP, Association des victimes des crimes et répressions politiques au Tchad, principale plaignante au procès de l'ex-dictateur.

## Biographie

### Une jeunesse tchadienne (1949-1986)
Souleymane Guengueng nait en 1949 au pays Kim, petit territoire autrefois assujetti au royaume esclavagiste du Baguirmi, dans un Tchad qui est alors une des colonies de la fédération d'Afrique-Équatoriale française. Le petit Salomon est élevé dans la religion protestante et recevra une formation en comptabilité. Quand il termine ses études, le Tchad est indépendant depuis une dizaine d'années et est déjà miné par les conflits entre musulmans du nord désertique et chrétiens du sud agricole. Il fait une carrière d'agent comptable au sein d'une administration internationale réunissant les pays riverains du lac Tchad, la Commission du bassin du lac Tchad.
En 1979, le Tchad en est à son second coup d'état et Souleymane Guengueng doit quitter Ndjamena, livré à l'insécurité, pour suivre son employeur à Maroua, au Cameroun, où le siège de la CBLT est transféré. Quatre ans plus tard, un troisième coup d'état porte l'ex premier ministre Hissène Habré au pouvoir. Trois mois après son accession au pouvoir, en septembre 1982, celui-ci entreprend la « pacification » du sud, une campagne d'assassinats en pays Sara qui sera appelée « septembre noir ». Il met en place une police politique, la Direction de la documentation et de la sécurité.
En 1984, la DDS fiche les fonctionnaires qui ont quitté le pays et les qualifie a priori d'« opposants politiques réfugiés à l'étranger ». Lors d'un de ses multiples déplacements au Tchad, Souleymane Guengueng apprend par un membre de sa famille qu'il est sur la liste. Arrêté plusieurs fois par les autorités camerounaises, il est l'objet d'une enquête, qui le disculpe définitivement.

### Sous la coupe de la DDS (1987-1990)
En 1987, Souleymane Guengueng, qui pense ne plus être surveillé, retrouve Ndjamena, où la CBLT a réintégré son ancien siège. Sa maison est cambriolée, cambriolage au cours duquel il est blessé. Il subit plusieurs opérations.
Le 3 août 1988, en rentrant de l'hôpital où il est soigné, il est interpellé sans motif par deux agents, dont l'un est son cousin. Il est conduit dans les locaux de la DDS, où il lui asséné un violent coup sur la tête. Il comprend qu'il est soupçonné de travailler pour le GUNT, mouvement politique officiellement dissous qui continue la rébellion avec le soutien de la Libye. Interrogé sur l'importante somme trouvée sur lui par un chef d'un service, Samuel Yalde, il est inculpé de recel de fonds publics qui auraient été détournés par une compagnie cotonnière au profit de rebelles de la frontière méridionale avec le Cameroun, les Codos, qui sont des comités d’autodéfense apparus à partir de 1982.
Il est incarcéré dans une prison qui sera appelée le « camp des martyrs » alors qu'il souffre toujours de la blessure infligée précédemment par les cambrioleurs. Il est privé des soins qui avaient été prévus mais son mauvais état de santé lui vaut d'être transféré le 17 février 1989 dans une prison plus douce. Il y organise des cercles de prières avec des codétenus chrétiens, bientôt imités par des musulmans. Il est renvoyé au « camp des martyrs » puis dans un centre de torture, appelé « camp de la gendarmerie ». Alternativement dans le noir total ou sous un éclairage intense et permanent, tantôt isolé tantôt entassé avec dix autres détenus dans une cellule faite pour un seul, où l'on meurt de dénutrition ou à cause de la chaleur, il survit en mangeant des rats et en lapant le riz pourri et les gouttes de l'eau que les gardes jettent à même le sol mélangés avec du sable. Il attrape une hépatite, la dengue et le paludisme. Il maintient sa volonté de survivre en prononçant devant Dieu le serment que s'il sort vivant, il fera condamner ses tortionnaires devant un tribunal.
La prison voit affluer les personnes arrêtées arbitrairement. Dans une atmosphère complotiste, le gouvernement procède à des campagnes d'assassinats basées sur des critères d'appartenance familiale, clanique et ethnique. La répression, qui s'était abattue en 1984 sur les Hadjeraï parce qu'Idriss Miskine, ministre des affaires étrangères issu de ce peuple, était devenu populaire, est désormais spécialement, mais pas exclusivement, dirigée contre les Zaghawas, peuple auquel appartient l'ex commandant en chef Idriss Deby, que la disgrâce a poussé à son tour à entrer en rébellion armée.
Le 1er décembre 1990, Hissène Habré, ayant perdu le soutien des États-Unis, est renversé avec l'appui de la France par Idriss Déby. Le jour même, les prisonniers politiques, des squelettes ambulants, sont libérés. Souleymane Guengueng retrouve sa famille qui le croyait mort. Il mettra cinq mois à se rétablir et aura en 1996, en dépit des séquelles, un huitième enfant. La CBLT le réintègre à un poste de documentaliste.

### L'AVCRP et le secours aux victimes (1991-1999)
Dans les semaines qui suivent la désignation d'Idriss Déby à la tête de l'état tchadien, une Commission nationale d’enquête sur les crimes et détournements, dont la direction est confiée à un juge, Mahamat Hassan Abakar. Son siège est établi dans les locaux mêmes de la DDS, où les archives laissées ne permettent pas par elles-mêmes de dresser un acte d'accusation. La « Commission Vérité », dépourvue de moyens financiers, procède à des exhumations de charniers qui mettent en évidence le recours systématique à la torture et le caractère massif des exécutions, plus de quarante mille.
En juillet 1991, le juge Mahamat Hassan Abakar remet son rapport, dans lequel figurent les noms et les photographies des tortionnaires. Le rapport dénonce la transmission d'informations que des conseillers américains ont régulièrement pratiquée avec ces derniers. Il dénonce également le soutien financier et matériel fourni à Hissène Habré par la France, l'Égypte, l'Irak et le Zaïre. Le juge fait diffuser le film des exhumations et lance à la radio un appel à témoins. Deux jours plus tard, Souleymane Guengueng est dans la cour de l'ex prison à haranguer ses anciens codétenus qui ont répondu à l'appel. Sollicité par Mahamat Hassan Abakar, il commence l'enregistrement des témoignages.
Quelques semaines plus tard, il rencontre les divers groupes de victimes, les convainc de se rassembler en une unique Association des victimes des crimes et répressions politiques, dont il dépose les statuts le 18 décembre 1991 en compagnie d'Ismael Hachim, président de l'association. L'AVCRP s'efforce dans un premier temps d'obtenir des aides alimentaires et médicales pour ses adhérents tout en faisant face à leurs anciens bourreaux restés en poste ou réaffectés dans l'administration.

### Le combat pour la justice (2000-2016)
En juillet 2000, malgré la crainte des représailles que les amis d'Hissène Habré restés en place menacent d'exercer sur les familles des témoins et contre l'avis de celles-ci, prêt à sacrifier sa vie et sans espoir de retour, Souleymane Guengueng se rend à Dakar, où s'est réfugié le dictateur après avoir été renversé par le colonel Idriss Déby. Il vient apporter sept cent douze dépositions, qu'il a recueillies et parfaitement documentées, au dossier d'inculpation que prépare l'avocat Reed Brody pour le compte d'Human Rights Watch. Ces éléments de preuves lui permettent de se pourvoir en cassation contre l'arrêt de la chambre d'accusation sénégalaise de ne pas poursuivre un chef d'état étranger en exil. En septembre, l'AVCRP reçoit du président Idriss Déby une subvention équivalente à cinq mille dollars.
De retour à Ndjamena, ses démarches judiciaires, les soutiens internationaux lui valent d'être l'objet des persécutions réservées aux militants des Droits de l'homme. En février 2002, dans le cadre d'une commission rogatoire, il reçoit un juge d'instruction belge, qui s'est déclaré compétent après avoir été saisi par l'avocate Jacqueline Moudeina au nom d'une victime ayant acquis la nationalité belge. Quelques semaines plus tard, le 18 mars, il est mis à pied, sans versement de salaire, pour un mois pour violation de la neutralité exigée des fonctionnaires internationaux. En novembre, il est démis de ses fonctions au sein de la Commission du bassin du lac Tchad. Pour rendre officiel le licenciement, la CBLT attend le 22 janvier 2003 et le versement des deux millions neuf cent mille dollars qu'elle attend de la Banque mondiale, laquelle refusera d'intervenir. Le véhicule de Souleymane Guengueng est suivi par des militaires en armes, auxquels l'activiste n'échappe qu'au prix d'une dangereuse course poursuite.
En 2007, Souleymane Guengueng incarne son propre personnage dans le documentaire que la cinéaste néerlandaise Klaartje Quirijns consacre à la dictature d'Hissène Habré, à l'activisme de Reed Brody et au militantisme des opposants africains, The Dictator Hunter.
Les 18 et 19 novembre 2015, il vient au « Tribunal spécial » que l'Union africaine, sous la pression des associations menaçant de saisir un tribunal belge de compétence universelle puis la Cour internationale de justice, a instauré à Dakar. Il lui livre un témoignage clef dans le procès intenté à l'ex président de la République du Tchad. Poursuivi pour crimes contre l'humanité, celui-ci est condamné le 30 mai 2016 en première instance à la prison à perpétuité. Intervenue trois jours après la condamnation en Argentine des responsables encore en vie de l'opération Condor, c'est la première condamnation par un tribunal ayant une compétence universelle d'un dictateur de l'Afrique postcoloniale.

### Depuis
La DDS s'appelle désormais Agence nationale de sécurité. Les associations de défense des droits de l'homme tchadiennes sont multiples et actives mais les agents de l'ANS n'ont pas perdu l'habitude de pratiquer la torture.

### Revue de presse
- N. Onishi, « He Bore Up Under Torture. Now He Bears Witness », in The New York Times, New York, 31 mars 2001.
- M. Bronner, « Our Man in Africa », in Foreign Policy, Washington, 20 juillet 2015.
- P. Hazan, « Hissène Habré : le jour où nous sommes tombés sur les documents de la terreur. », in Le Monde, Paris, 20 juillet 2015.
- J. P. Bat, « Souleymane Guengueng, l'homme sans qui le procès Habré n'aurait pas eu lieu. », in Le Monde, Paris, 20 novembre 2015.

### Sources
1. 1 2 3 4 5 6 7  N. Onishi, « He Bore Up Under Torture. Now He Bears Witness », in The New York Times, New York, 31 mars 2001.
2. 1 2 3  N. Roht-Arriaza & J. Mariezcurrena, Transitional Justice in the Twenty-First Century: Beyond Truth versus Justice., p. 281, CUP, Cambridge, septembre 2006  (ISBN 9781139458658).
3. 1 2 3 4 5 6 7  Franck Petit & al., Bulletin, no 48 "Le procès Habré", p. 29, RCN Justice & Démocratie, Bruxelles, août 2016.
4. ↑  N. Roht-Arriaza & J. Mariezcurrena, Transitional Justice in the Twenty-First Century: Beyond Truth versus Justice., p. 284, CUP, Cambridge, septembre 2006  (ISBN 9781139458658).
5. 1 2 3  « Une agence internationale renvoie un activiste des droits de l’homme », in Libération Afrique, Paris, 30 septembre 2003.
6. 1 2 3 4  N. Roht-Arriaza & J. Mariezcurrena, Transitional Justice in the Twenty-First Century: Beyond Truth versus Justice., p. 283, CUP, Cambridge, septembre 2006  (ISBN 9781139458658).
7. 1 2  J. P. Bat, « Souleymane Guengueng, l'homme sans qui le procès Habré n'aurait pas eu lieu. », in Le Monde, Paris, 20 novembre 2015.
8. 1 2 3  N. Roht-Arriaza & J. Mariezcurrena, Transitional Justice in the Twenty-First Century: Beyond Truth versus Justice., p. 293, CUP, Cambridge, septembre 2006  (ISBN 9781139458658).
9. ↑  N'Djamena Bi-Hebdo, vol. XIII, p. 68, Media Pub, Ndjamena, 2002.
10. ↑  Brahim Adji, « Prison secrète de l’ANS au Tchad: des détenus racontent les sévices subis », RFI, Issy, 9 novembre 2020.